# زيدان يوسف
زيدان يوسف، المعروف أيضا باسم زيدان كاري أو ضياء الدين يوسف، هو مؤسس وزعيم الحزب الإسلامي التركستاني في الصين. في عام 1988 في سن الـ 24 أسس الحزب الإسلامي التركستاني وكانت أهدافه المعلنة هي «تحرير تركستان الشرقية من الاحتلال الصيني».
كان عبد الحميد مخدوم وعبد العزيز مخدوم وعبد الحكيم مخدوم قد أسسوا الحزب الإسلامي في تركستان في عام 1940. وبعد إطلاق سراح عبد الحكيم من السجن في عام 1979، بدأ حسن محسوم في تكوين المجموعة.
في عام 1989 بدأ الحزب الذي كان في الأصل يسمى حركة تركستان الشرقية الإسلامية. ويرأس الحركة  حسن محسوم وعبد القدير يابوكوان منذ عام 1997 إلى الوقت الحاضر.
كان زيدان يوسف هو العقل المدبر وراء أحداث الشغب في بلدة بارين، والمعروفة باسم تمرد بارين، وحيث قاد 200  رجل الصراع المسلح ضد قوات الحكومة الصينية. اوسرعان ما انتشر التمرد في 9 بلدات أخرى. وقد قتل زيدان يوسف خلال هذا التمرد في 6 أبريل 1990.
نشرت مجلة تركستان الإسلامية في عددها الثالت تقريرًا عن ذكرى وفاة ضياء الدين بن يوسف (زيدان يوسف).
وذكر هذا التقرير تاريخًا موجزًا عن مؤسس الحزب وزعيمه منذ 1988 حتى أحداث التمرد في 1990، هاجر أغلب أعضاء الحزب في عام 1996 برفقة حسن محسوم إلى أفغانستان لمساندة حركة طالبان وإمارة أفغانستان الإسلامية، وعاصروا الغزو الأمريكي لأفغانستان في عام 2001 حتى عام 2012، عندما بدأت الحرب في سوريا. هاجر بعض أعضاء الحزب للمشاركة في الحرب هناك.